# Maria Cristina (actriz)
Maria Cristina (Lisboa, 23 de fevereiro de 1910 — Lisboa, 8 de agosto de 2003) foi uma atriz portuguesa.

## Biografia
Maria Cristina Rebelo de Almeida nasceu em Lisboa a 23 de fevereiro de 1910. Era filha de Vicente Moreira de Almeida e de Aida Rebelo. Era irmã dos actores João de Almeida e (por parte da mãe de) Ruy de Carvalho.
Teve um longo percurso no teatro, fez vários géneros teatrais, teve grande destaque no teatro de revista.
Na televisão, fez muito teleteatro, alguns programas de humor e as telenovelas "Chuva na Areia (1985) e Ricardina e Marta (1989).
Trabalhou também em rádio, cinema e televisão.
Faleceu em Lisboa a 8 de agosto de 2003.

## Televisão
- 1958 - A Calúnia
- 1959 - História de Uma Mulher
- 1961 - Férias de Verão
- 1962 - Acácio
- 1963 - O Grande Amor[6]
- 1964 - Os Fidalgos da Casa Mourisca [7][8]
- 1965 - Histórias Simples da Gente Cá do Meu Bairro[9]
- 1969 - Uma Mulher Formidável
- 1985 - Chuva na Areia[10]
- 1989 - Ricardina e Marta[11]
- 1991 - Herman Circus

## Teatro
| Ano  | Peça                      | Teatro                                    | Notas                |
| ---- | ------------------------- | ----------------------------------------- | -------------------- |
| 1925 | Raparigas de Hoje         | Teatro Politeama                          | [ 12 ]               |
| 1928 | A Tia Carolina            | Teatro Maria Vitória                      | [ 13 ]               |
| 1930 | A Flor do Bairro          | Teatro Apolo                              | [ 14 ]               |
| 1931 | O Canto da Cigarra        | Teatro Variedades                         | [ 4 ]                |
| 1932 | Sape Gato                 | Teatro Maria Vitória                      | [ 15 ]               |
| 1933 | As Lavadeiras             | Teatro Maria Vitória                      | [ 16 ]               |
| 1934 | Viva a Folia              | Teatro Maria Vitória                      | [ 17 ]               |
| 1935 | Anima-te Zé               | Teatro Maria Vitória                      |                      |
| 1936 | Feira de Agosto           | Teatro Maria Vitória                      |                      |
| 1937 | Olaré Quem Brinca         | Teatro Variedades                         | [ 18 ]               |
| 1938 | Cigarro Forte             | Teatro Maria Vitória                      | [ 19 ]               |
| 1943 | Toma Lá Dá Cá             | Teatro Maria Vitória                      | [ 20 ]               |
| 1949 | A Dança das Libélulas     | Coliseu dos Recreios                      | [ 21 ]               |
| 1951 | Lisboa é Coisa Boa        | Coliseu dos Recreios                      | [ 22 ]               |
| 1952 | Maridos Com Sorte         | Teatro Apolo                              | [ 23 ]               |
| 1953 | Agora é Que São Elas      | Teatro Avenida                            | [ 24 ]               |
| 1955 | Aqui é Portugal           | Teatro Avenida                            | [ 25 ]               |
| 1955 | O Tio Valente             | Teatro Avenida                            | [ 26 ]               |
| 1955 | Jogo de Damas             | Teatro Monumental                         | [ 27 ] [ 28 ] [ 29 ] |
| 1960 | A Vida é Bela             | Teatro Capitólio                          | [ 30 ]               |
| 1961 | Campinos, Mulheres e Fado | Teatro Capitólio                          | [ 31 ]               |
| 1961 | Papá, Precisa-se          | Teatro Avenida                            | [ 32 ] [ 33 ]        |
| 1962 | Os Três Chapéus Altos     | Teatro Moderno de Lisboa                  |                      |
| 1964 | Nazaré                    | Teatro Maria Vitória                      | [ 34 ]               |
| 1964 | Dente Por Dente           | Teatro Moderno de Lisboa (Cinema Império) | [ 35 ]               |
| 1965 | O Render dos Heróis       | Teatro Moderno de Lisboa (Cinema Império) | [ 36 ]               |
| 1965 | Dá-lhe Agora!             | Teatro ABC                                | [ 37 ]               |
| 1967 | A Promessa                | Teatro Monumental                         | [ 38 ]               |
| 1986 | Hedda Gabler              | Teatro Maria Matos                        | [ 39 ]               |
| 1988 | Três Irmãs                | Teatro da Cornucópia                      | [ 40 ]               |